# Engleska! (2000.)
"Engleska!" (rus. "Англия!", eng. "England!") - njemačka drama iz 2000. Premijera filma je održana 30. lipnja 2000. na Minhenskom filmskom festivalu, a u kinodvoranama se počeo prikazivati 30. kolovoza 2001.

## Radnja
Valerij Sikorski doznaje od svojeg liječnika da su mu dani odbrojeni zbog černobilske nuklearne elektrane. Želi krenuti na posljednje putovanje u svojem životu, te se uputi u Englesku, no prvo se zaustavlja u Berlinu da povede sa sobom najboljeg prijatelja Viktora. No Viktor je nestao. Sada se Valerijevo putovanje pretvara u potragu za prijateljem.

## Uloge
- Ivan Švedov - Valerij Sikorskij
- Merab Ninidze - Pavel
- Anna Gejslerova - Marija
- Čulpan Hamatova - Jelena
- Maksim Kovalevskij - Šurik
- Fabian Busch - Tom
- Denis Burgazlijev - Viktor
- Sebastian Schipper - galerist

## Nagrade[2]
- 2003. - festival Adolf Grimme, Njemačka: nominacija u kategoriji "fikcija/zabava"
- 2001. - festival Silver Iris, Europski filmski festival u Bruxellesu: najbolji glumac (I. Švedov)
- 2000. - filmski festival Cottbus, Cottbus, Njemačka: nagrada publike, žirija, nagrada Don Quixote, novčana nagrada (A. von Borries)
- 2001. - filmski festival Festroia, Portugal: najbolji debi (A. von Borries)
- 2002. - nagrada Udruge njemačkih filmskih kritičara: najbolja fotografija (J. Pohlmann) i scenarij (K. Aström, A. von Borries, M. von Heland)
- 2001. - festival Max Ophüls, Saarbrücken, Njemačka: nagrada Max Ophüls (A. von Borries)
- 2001. - festival Prix Europa, Berlin, Potsdam: nagrada Prix Europa za televizijsku fikciju
- 2001. - Tršćanski filmski festival: nagrada Trieste (A. von Borries)